# Aguilar de la Frontera
Aguilar de la Frontera – gmina w Hiszpanii, w prowincji Kordoba, w Andaluzji, o powierzchni 166,48 km². W 2011 roku gmina liczyła 13 701 mieszkańców.
W miejscowości jest stacja kolejowa Aguilar de la Frontera.